# Kozivka, Kozova
Kozivka (în ucraineană Козівка) este o comună în raionul Kozova, regiunea Ternopil, Ucraina, formată numai din satul de reședință.

## Demografie
Componența lingvistică a comunei Kozivka
     Ucraineană (99,86%)
     Alte limbi (0,14%)
Conform recensământului din 2001, majoritatea populației comunei Kozivka era vorbitoare de ucraineană (99,86%), existând în minoritate și vorbitori de alte limbi.